# Seròs
Seròs est une commune de la province de Lérida, en Catalogne, en Espagne, de la comarque de Segrià.

## Personnalités
- José Teixidor y Barceló compositeur et théoricien de la musique, né à Seròs en 1752.